# Parc marin national Fathom Five
Pour les articles homonymes, voir Fathom Five.
Le parc marin national Fathom Five est une aire marine nationale de conservation du Canada située en Ontario. Créé en 1987, il s'agit de la plus vieille et de la plus petite aire marine nationale de conservation au Canada. Le parc protège la partie marine de l'escarpement du Niagara  et de la baie Georgienne. Le parc est près du parc national de la Péninsule-Bruce.